# Sósgyülvész
Sósgyülvész (1899-ig Gulyvész, szlovákul: Dulova Ves, korábban Gulvas) község Szlovákiában, az Eperjesi kerület Eperjesi járásában.

## Fekvése
Eperjestől 6 km-re délkeletre, a Delne-patak partján fekszik.

## Története
A települést 1417-ben „Gwluez”, „Gwluuez” alakban említik először. 1427-ben 5 portája adózott. 1787-ben 45 házában 279 lakos élt.
A 18. század végén Vályi András így ír róla: „GULVIZ. Tót falu Sáros Vármegyében, földes Ura G. Csáky Uraság, lakosai katolikusok, fekszik Eperjeshez egy és 1/4 mértföldnyire, két nyomásra osztott földgyei soványak, réttyei a’ szarvas marháknak nem igen alkalmatos fűvet teremnek, de mivel legelőjök elég, ’s más javaik is vagynak, második Osztálybéli.”
1828-ban 60 háza és 444 lakosa volt.
Fényes Elek 1851-ben kiadott geográfiai szótárában így ír a faluról: „Gulyviz, tót falu, Sáros vmegyében, a sóvári uradalomban: 298 rom., 36 görög kath. 102 evang. lak. Malom a Delna vizén. Van itt egy vizrekesz is a vágott fák lebocsátására. Ut. p. Eperjes.”
1920 előtt Sáros vármegye Eperjesi járásához tartozott.

## Népessége
| Év:            | 1994. | 2004.    | 2014.    | 2024.     |
| -------------- | ----- | -------- | -------- | --------- |
| Emberek száma: | 532   | 612      | 870      | 1870      |
| Eltérés:       |       | +15,03 % | +42,15 % | +114,94 % |

| Év:            | 2023. | 2024.   |
| -------------- | ----- | ------- |
| Emberek száma: | 1833  | 1870    |
| Eltérés:       |       | +2,01 % |

1910-ben 407, túlnyomórészt szlovák lakosa volt.

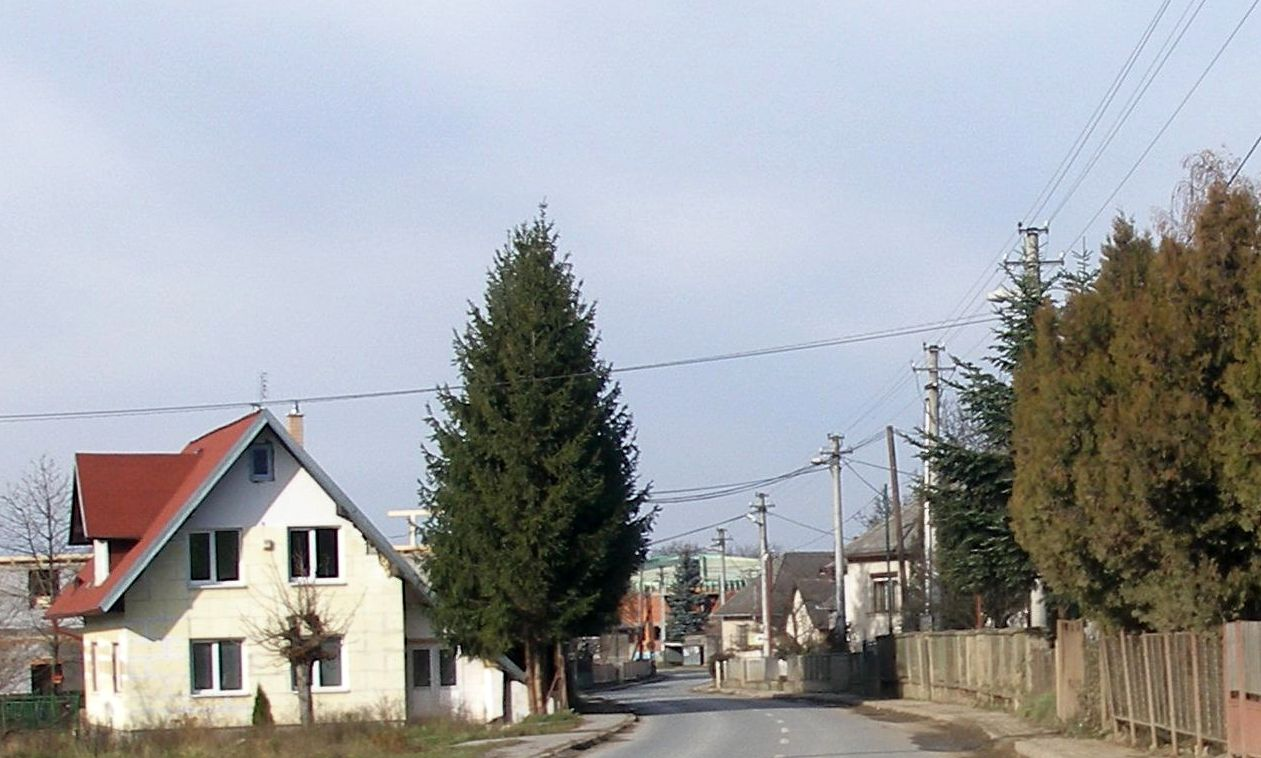
Sósgyülvész - utcarészlet

2001-ben 583 lakosából 567 szlovák volt.
2011-ben 699 lakosából 623 szlovák.

## Nevezetességei
Római katolikus temploma 1819-ben épült.